# Don Costa
Dominick P. "Don" Costa (Boston, 10 de junio de 1925-Nueva York, 19 de enero de 1983) fue un músico, arreglista y productor musical estadounidense. Descubridor de Paul Anka, destacó fundamentalmente por dirigir los arreglos musicales de numerosos discos de Frank Sinatra, incluido Sinatra and Strings y My Way.

## Biografía
Costa nació en Boston, Massachusetts en el seno de una familia italoestadounidense. Desde niño sintió interés por aprender a tocar la guitarra y siendo todavía adolescente se convirtió en miembro de la CBS Radio Orchestra. En los años 40, Costa se mudó a Nueva York para emprender una carrera como músico de sesión. Tocó junto al guitarrista Bucky Pizzarelli en la exitosa versión de Vaughn Monroe de la canción "Ghost Riders in the Sky." Fue durante esta etapa cuando comenzó a experimentar con la combinación de diferentes instrumentos, creando arreglos musicales.
Su trabajo llamó la atención de la pareja de jóvenes cantantes Steve Lawrence y Eydie Gormé, que invitaron a Costa a escribir algunos fondos vocales para sus grabaciones. Juntos formaron una asociación que les llevó a firmar con un nuevo sello discográfico creado por Sam Clark: ABC-Paramount, donde Costa aceptó el puesto de director de A&R, y ejerció además de arreglista y productor. Allí produjo numerosos éxitos, no solo para Lawrence y Gormé, también para Wess & The Airedales, Lloyd Price, el dúo Santo & Johnny, George Hamilton IV y Paul Anka.  Además de su faceta como arreglista, Costa fue un reputado guitarrista que llegó a publicar a mediados de los años 50 dos discos bajo el seudónimo de Muvva "Guitar" Hubbard.
Fue votado mejor arreglista musical en la revista Cash Box. En 1959 dejó ABC para trabajar en la United Artists y la Canadian-American.  Costa continuó en esta discográfica produciendo arreglos para otros artistas así como publicando sus propios álbumes instrumentales.
Algunas de sus grabacione instrumentales se convirtieron en éxitos, como los temas creados para las películas Nunca en domingo y Los que no perdonan. "Never on Sunday" vendió más de un millón de copias, siendo certificado como disco de oro. E tema alcanzó el puesto 27 en las listas de éxitos británicas a finales de los años 60.
En 1960, Frank Sinatra había fundado una nueva compañía discográfica, Reprise Records, y requirió a Costa para que realizara los arreglos de uno de sus álbumes, Sinatra and Strings, publicado en 1962. Siendo este álbum uno de los trabajos de Sinatra más aclamados por la crítica durante el periodo de Reprise. Los arreglos orquestales de Costa, en gran parte a base de cuerdas, fueron excepcionales, pero rara vez se le pidió que volviera a escribir algo en un estilo similar, durante su larga asociación con Sinatra, ya que el cantante se concentró en proyectos más contemporáneos. En 1963 produjo los arreglos musicales del álbum de Sarah Vaughan, Snowbound. Barbra Streisand usó estos mismos arreglos años más tarde para el tema "Snowbound", incluido en su segundo álbum navideño, publicado por Sony Music en 2001. En 1965 también produjo los arreglos para el álbum de Tony Bennett, If I Ruled the World: Songs for the Jet Set.
A mediados de los años 60, Costa se mudó a Hollywood y formó su propia compañía discográfica, DCP International, a través de United Artists. El sello obtuvo un gran éxito con la publicación de varios álbumes de la popular banda vocal de los 50, Little Anthony and the Imperials, producidos por Teddy Randazzo. En 1963, Costa descubrió en un club de Hollywood a Trini López. A finales de la década volvió a trabajar con Sinatra en uno de sus mayores éxitos, la adaptación de Paul Anka del tema "My Way".
Costa estaba trabajando con Sinatra en Las Vegas cuando sufrió un infarto y tuvo que serle implantado un baipás coronario. Tras recuperarse, comenzó a trabajar con Mike Curb en MGM Records, produciendo y arreglando material para Osmond Brothers así como colaborando en el tema de Sammy Davis, Jr. "The Candy Man" o en la versión de Petula Clark de "My Guy." A comienzos de la década de los 80, Costa regresó a su faceta de músico junto con su hija Nikka publicando el tema "Out Here on My Own". 
Don Costa falleció de un ataque al corazón el 19 de enero de 1983 en Nueva York.

## Discografía
- Music to Break a Sub-Lease (1958)
- The Theme from "The Unforgiven" (1960)
- Hollywood Premiere! (1962)
- Days of Wine and Roses (1966)
- Modern Delights (1967)
- The Don Costa Concept (1969)